# Zoogoneticus tequila

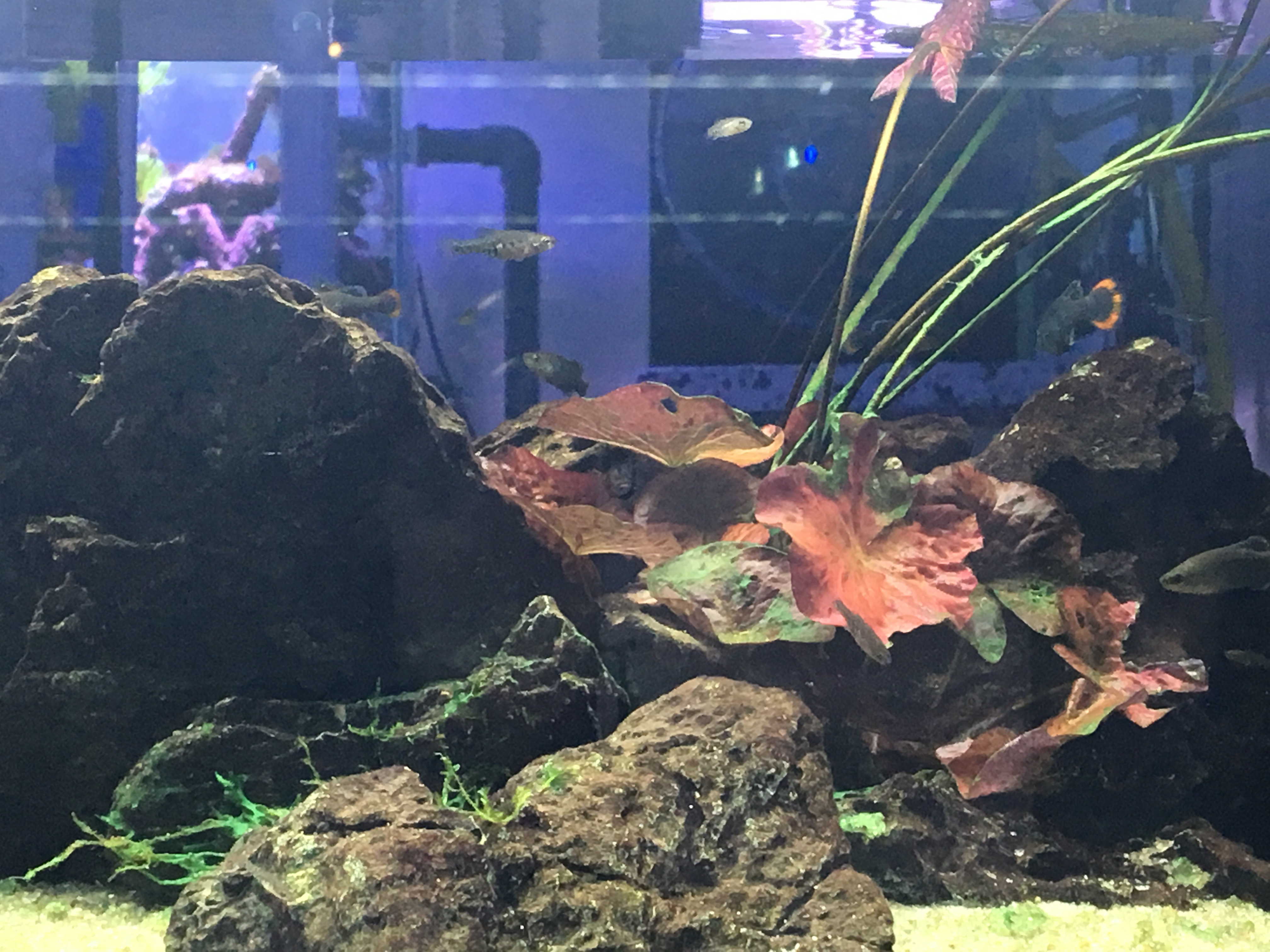
exemplar av arten på Malmö museum

Zoogoneticus tequila är en fiskart som beskrevs av Webb och Miller, 1998. Zoogoneticus tequila ingår i släktet Zoogoneticus och familjen Goodeidae. IUCN kategoriserar arten globalt som akut hotad. Inga underarter finns listade i Catalogue of Life.